# سیارک ۹۹۲۰۱
سیارک ۹۹۲۰۱ (به انگلیسی: 99201 Sattler، نامگذاری:2001HY16) نود و نه هزار و دویست و یکمین سیارک کشف شده‌است که در ۲۵ آوریل ۲۰۰۱ کشف شد.